# Büsum
Büsum är en kommun (gemeinde) och badort vid Nordsjön i Dithmarschen i förbundslandet Schleswig-Holstein. Kommunen ingår i kommunalförbundet Amt Büsum-Wesselburen tillsammans med ytterligare 17 kommuner.
1925 hade orten 3 481 invånare. I slutet av 2009 var invånarantalet 4 988, på en yta av 8,27 kvadratkilometer. Orten var tidigare en ö, men är nu förenad med fastlandet. Büsum omtalas första gången 1140 av Adalbert II av Bremen i en lista över kyrkor i området.
Orten är mest känd som sjöfarts och fiskestad, och det finns en biologisk havsstation på orten.

## Vänorter
Kommunen Büsum har följande vänorter:
- Camaret-sur-Mer i Frankrike
- Kühlungsborn i Tyskland